# Templo de Anemospilia
El templo de Anemospilia es una pequeña construcción religiosa minoica única del periodo paleopalacial minoico (2000 a. C.-1700 a. C.) descubierta en 1979 por el arqueólogo griego Yannis Sakelarakis. 

## Descripción y ubicación del templo

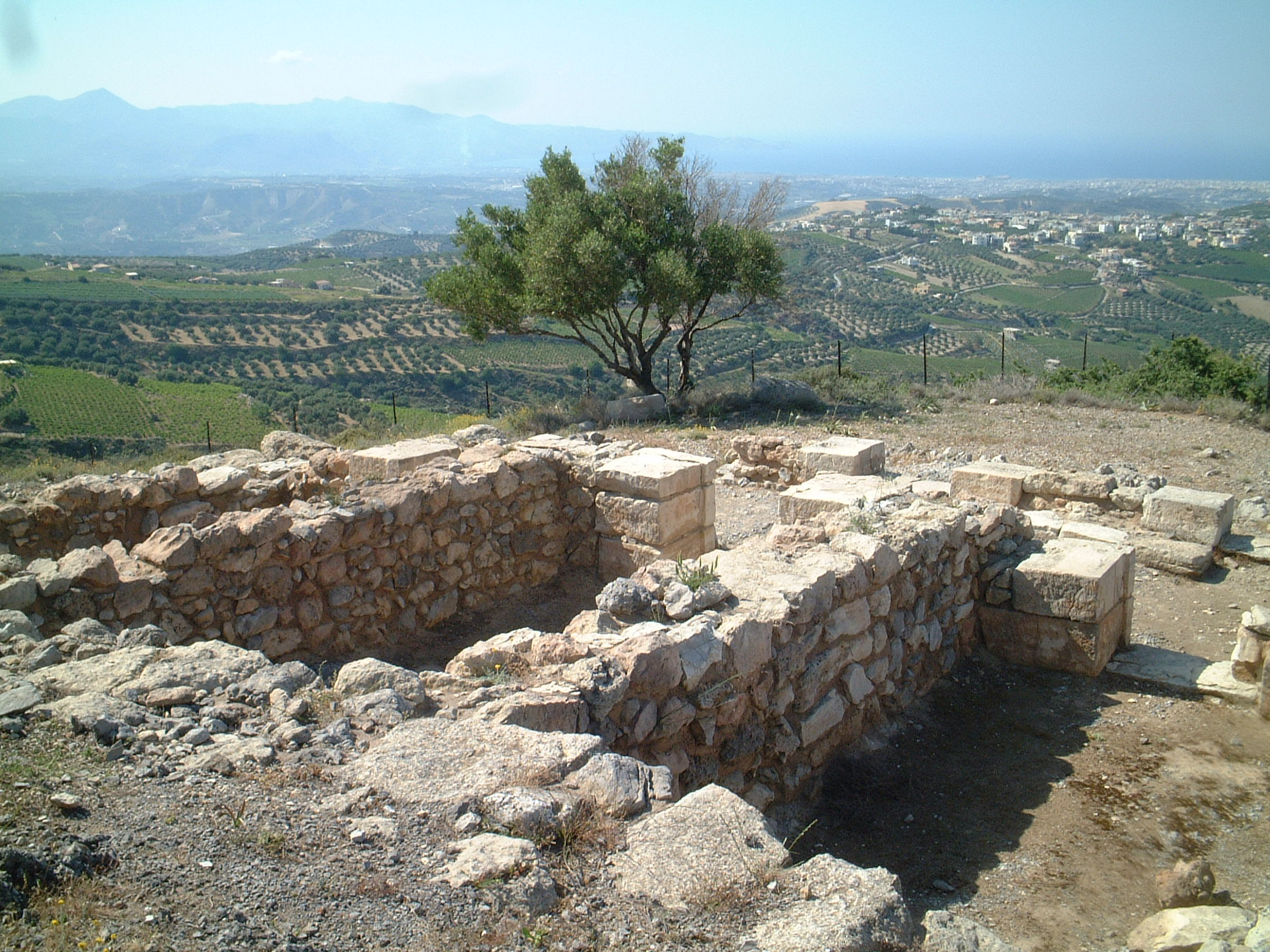
Ruinas del templo de Anemospilia.

Es un templo minoico de pequeño tamaño situado en la cima norte del monte Juktas, en las cercanías del palacio de Arjanes, a 15 kilómetros al sur de Heraclión. 
El templo consta de un pórtico y tres naves. En la nave central han aparecido los pies de arcilla de una estatua grande de madera de la que solo quedaban cenizas, y junto a él una roca. 
En la estancia occidental se encontró sobre una especie de altar, en posición fetal, el esqueleto de un hombre de unos 18 años. Entre los huesos se encontró la hoja de un cuchillo de unos 40 cm que estaba  grabada por ambos lados con la cabeza de un animal. Junto a él estaba el esqueleto de otro hombre de unos 30 años que medía en torno a 1,83 m que tenía las piernas rotas y que se tapaba la cara con las manos. Este último llevaba un anillo en el dedo meñique y un sello grabado en la muñeca. Se estima que podría tratarse de un sacerdote. En una esquina de la cámara se halló otro esqueleto de una mujer de unos 28 años, tal vez una sacerdotisa o una ayudante. 
En la estancia oriental se hallaron los restos de un altar escalonado además de recipientes con restos de alimentos y dos cajas pequeñas de bronce. 
En la antesala, se hallaron varios recipientes y el esqueleto, muy dañado, de otra persona y junto a él, diseminados, muchos fragmentos de un jarrón. Se cree que esta persona salía corriendo del edificio en el momento en que este se desplomó.
Se ha encontrado numerosa cerámica de Kamarés en las naves central y oriental. Esta cerámica, empleada para contener ofrendas alimenticias, ha permitido fechar el templo a finales del periodo paleopalacial (siglo XVIII a. C.)

## Interpretaciones

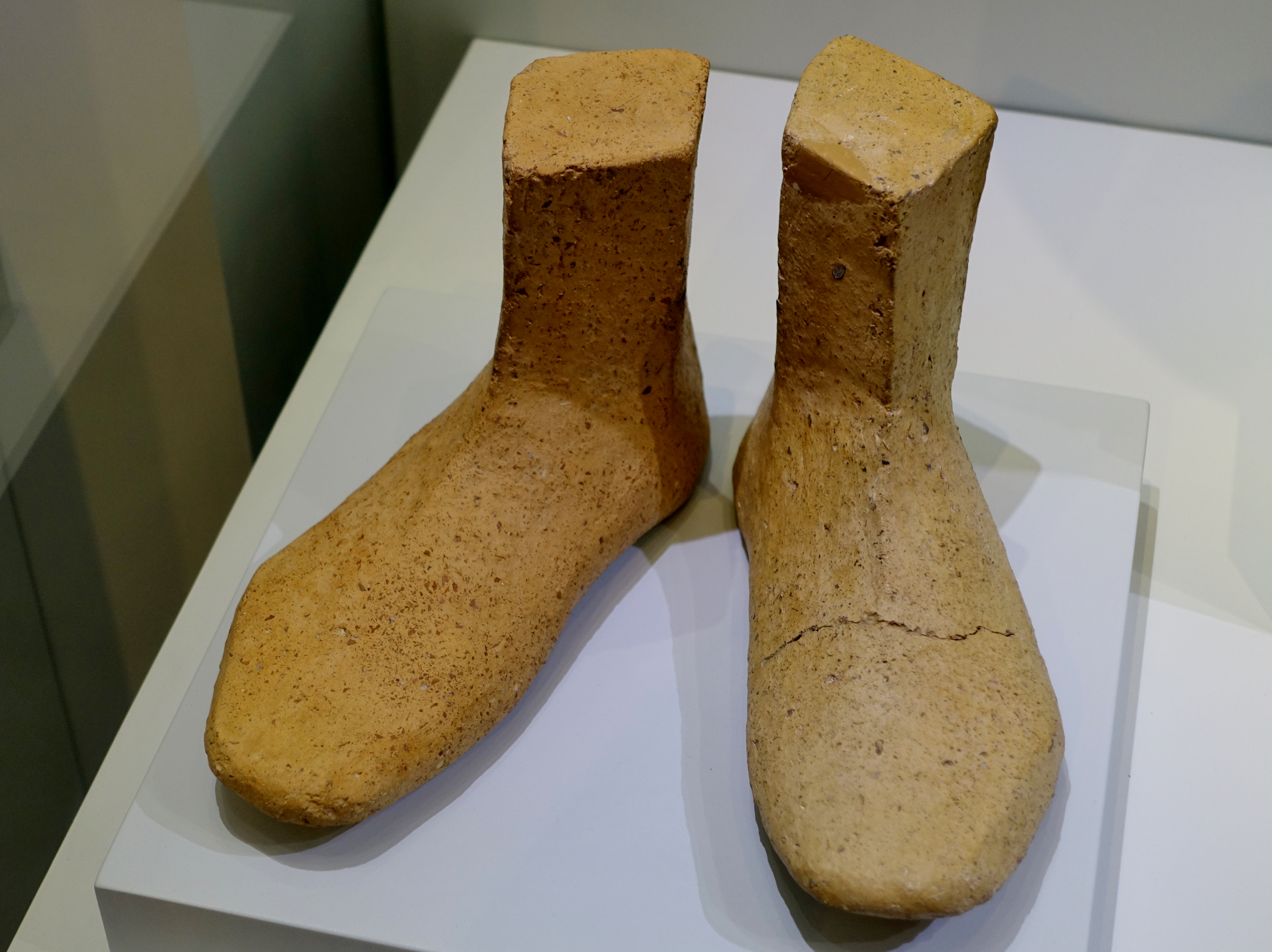
Pies de arcilla hallados en el santuario de Anemospilia que pertenecían a una estatua de madera. Se conservan en el Museo Arqueológico de Heraclión.

La interpretación de los hallazgos ha sido motivo de controversia. Para Yannis Sakelarakis, los hallazgos indican que en el momento del derrumbe del edificio se estaba practicando un sacrificio humano. Estima que la posición en la que fue hallado el esqueleto del joven indica que se hallaba atado de pies y manos, cree que la hoja grabada hallada entre los huesos del joven era parte de un cuchillo de sacrificio y, además, apreció una diferencia de color entre los huesos de la parte superior del esqueleto del joven y la inferior, que atribuyó a que había perdido ya mucha sangre en el momento del derrumbe.
Otros investigadores, sin embargo, discrepan de la interpretación formulada por Sakelarakis y no creen que de estos hallazgos se pueda probar que se estaba realizando un sacrificio. Entre ellos, Dennis Hugues sugiere que el edificio era un lugar donde se sacrificaban animales, opina que la hoja grabada no pertenecía a un cuchillo sino a una lanza que pudo caer encima del joven desde una estantería en el momento del derrumbamiento y no cree que la plataforma donde fue hallado el esqueleto del hombre más joven fuera un altar puesto que los indicios de la iconografía sugieren que estos eran de madera.
Por otra parte, se cree que fue un repentino terremoto la causa de la destrucción e incendio el templo. Esto ha permitido deducir que la destrucción de los primeros palacios minoicos fue debida a causas naturales y no a la invasión de pueblos foráneos.
Es el primer caso documentado de una capilla exterior a los palacios y de la existencia de estatuas de culto minoicas.